# Ormiscocerus nitidipennis
Ormiscocerus nitidipennis är en insektsart som beskrevs av Blanchard in Gay 1851. Ormiscocerus nitidipennis ingår i släktet Ormiscocerus och familjen Berothidae. Inga underarter finns listade i Catalogue of Life.